# إركان ساغليك
إركان صاغلك (مواليد 19 أغسطس 1985) هو لاعب كرة قدم تركي وُلد في السويد، لعب في مركز المدافع.

## وصلات خارجية
- إركان صاغلك ملفه الشخصي في نادي فاربيرغس بويز
- صفحة اللاعب على فوتبول ترانسفيرز